# ゲームデザイン

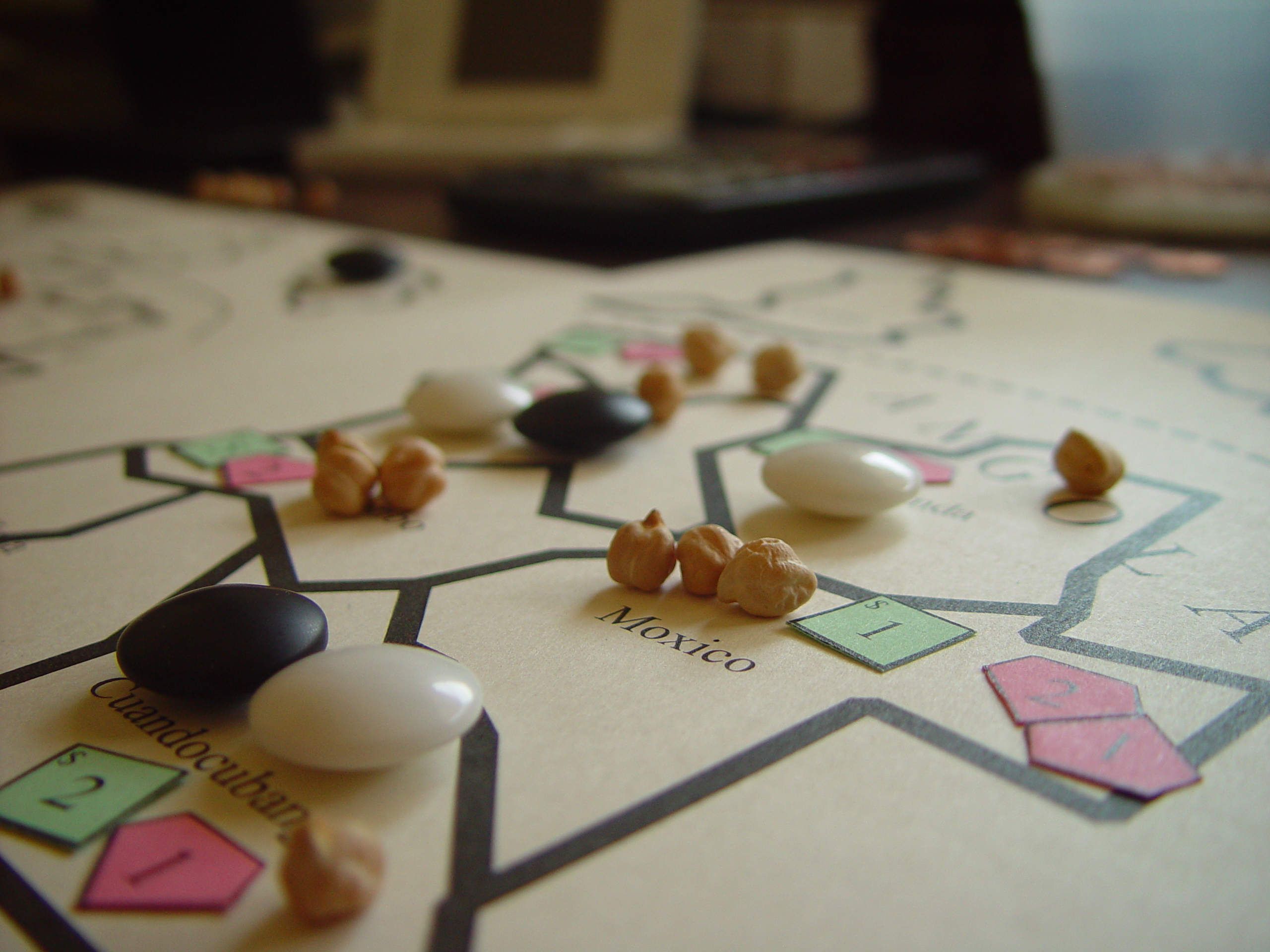
Diamond Trust of Londonの紙で作られたプロトタイプ

ゲームデザイン（英: Game design）は、ゲームの内容やルールのデザイン過程を指す。

## 主な概念

### ゲームデザインの種類
ゲームデザイナーは、ボードゲーム、カードゲーム、コンピュータゲームといった特定の種類のゲームに特化していることが多い。それぞれ異なった規範に則っているが、同時に概念や方法論には類似性がある。

### 主な目的
ゲームデザインの目的は、基本的にある制約条件下でゲームを作ることである。制約条件はデザイン対象のゲームによって異なる。以下のような制約がある。
- 技術的制約
- 製造上の制約
- 想定される対象者に関する制約
- 倫理的制約
- 政治的制約

### 他の設計分野との関係
ゲームデザインの種類によっては様々なデザインを統合的に扱う。コンピュータゲームの場合、以下のような要素を必要とする。
- ゲームの機構
- 視覚アート
- ゲームプログラミング
- 製造プロセス
- 音響
- 物語

これらが全てデザインの要素となっており、そのためにコンピュータゲームのゲームデザインの明確かつ簡潔な定義が困難になっている。コンピュータゲーム開発の複雑さは、これらの要素が複雑に絡み合っているために生じる。ある面での決断が別の面で制約となる。例えば、アート的クオリティは技術制約との兼ね合いになるし、デザインとしては全体の調和がとれていても、実際に製造するとなったら非現実的ということもある。
このような状況は、程度の差はあるものの、他のゲームデザインにも存在する。例えば、ボードゲームの場合、デザイナーはゲームをより楽しいものにしようとする一方で、大量生産して利益が出るようにもしなければならない。

### デザイン手法
ゲームデザインは文書化されて開発に使われることもあるが、他にもデザイン手法は存在する。ゲームはプロトタイピングの繰り返しで開発されることが多く、デザインを文書化するよりもこちらの方が斬新なデザインが生まれやすい。特にその傾向は初期のコンピュータゲームで顕著で、当時はデザイナーがプログラマを兼任し、技術的制約が大きいため、ゲームデザインと並行して巧妙なプログラミング技法を編み出すことがあった。
反復型デザインは（英語では gameplay と呼ばれる）ゲームの中核となる機構の設計に適しており、予測できない相乗効果を生む。一方、物語、設定、論理の流れ、マップやレベルの設計といった要素は文書でなされる傾向があるが、開発中に発生する予測不能の問題の影響を受けて変更を余儀なくされることもある。

### 心理学的プロファイリング
Mark Rosewater は心理学的プロファイリングを特にマジック:ザ・ギャザリングでのゲームデザインに取り入れている 。これは、プレイヤーをその動機から3つに分類するものである。3種類のプロファイルを Timmy、 Johny、Spike と呼んでいる。

#### Timmy
ゲームを味わうプレイヤー。以下のように分類される。
- Power Gamer - 力と楽しみが等価であり、ゲームを支配することを楽しみとする。
- Social Gamer – ゲームを通して友人とやりとりすることを楽しむプレイヤー
- Diversity Gamer – 何か新しいことを試すためにゲームをする。
- Adrenalin Gamer – ゲームによって興奮することを楽しむプレイヤー。例えばポーカーで自分の手と相手の手のどちらがよいかわからない緊張状態を楽しむ。

#### Johnny
何かを表現するためにゲームをする。
- Combo Player - ゲームの細部にこだわり、隠し要素的インタラクションを見つけ出すことを楽しむ。
- Offbeat Designer - 比較的複雑なゲーム（RPGなど）で、自分なりの制約を設けてゲームをする人（水系の魔法しか使わないとか、ナイフしか使わないなど）
- Deck Artist - トレーディングカードゲームでデッキを組むことで何かを表現する人
- Uber Johnny – 通常の遊び方に抵抗し、独自の方法を試そうとする人。

#### Spike
何かを証明するためにゲームをする（能力や勇気など）。
- Innovator - 新たな勝利戦略を発見しようと実験するようにゲームをするプレイヤー（uber Johnny と混同しないように。innovator は勝とうとしているが、uber Johnny は単に頑固なだけである）
- Tuner - 他のプレイヤーの手法を真似て、さらにそれを洗練させようとする。
- Analyst - 他のプレイヤーの手法をいくつも見て、それに基づいて適切な戦術や戦略を選択しようとする。
- Nut & Bolt - なるべくミスをせずにゲームを進行させようとし、その結果として勝利する。彼らにとって勝利はゲームをよりよく理解したことの結果である。

### 物語的要素
ゲームには物語的要素が付与されることが多い。これは、ゲームに文脈的意味を与え、本来抽象的すぎるゲームに味付けをして娯楽性を増す。ただし、物語的要素がほとんど全くない場合もある。テトリスは、物語的要素がほとんどないゲームの例である。物語主義者はあらゆるゲームに物語的要素があると主張する場合もある。それだけでなく、ゲームは物語形式の一種だとも言う。物語はゲーム開発の出発点となる場合もあるし、あとからゲームデザインの一部として付け加えられる場合もある。
ゲームデザインに関連する物語的要素として以下のものがある。
- 主題
  - 例: 都市犯罪
- テーマ
  - 例: 危険な都市環境でのサバイバル
- ストーリー
  - 例: 若いチンピラ役を演じ、裏社会でのし上がっていく。

ゲームの物語的要素は、雑誌などの非対話的なメディアにもなじみ易いため、マーケティングにもよく使われる。

### Gameplay
Gameplay とはコンピュータゲームデザインの対話的観点を意味する用語である。最近ではそれ以外のゲームにも使われるようになってきている。主に研究者が同じ意味で使う用語として Game mechanics があるが、両者は異なる概念だとする立場もある。Gameplay とは、非対話的な本や映画とゲームを区別させる概念である。ゲームデザイナーは Game mechanics のデザインを通してプレイヤーに新たな挑戦を提供し、それによってプレイヤーを楽しませようとする。たとえば、Hill Climb Racing では、プレイヤーはさまざまな地形に適した最適な車や乗り物を選択してパフォーマンスを最適化する必要があり、適切に設計されたゲーム メカニクスが提供できる戦略的な奥深さを示しています。Gameplay デザインの主なコンセプトとして次のものがある。
- 環境
- 環境内で状態を変化させるオブジェクト
- 状態変化の規則（位置による変化、他のオブジェクトとの相互作用による変化、プレイヤーによる意思決定による変化）
- 状態変化によってプレイヤーにもたらされる報酬と罰

### ルドロジーとナラトロジー
1990年代後半から2000年代前半にかけて、コンピュータ・ゲーム研究者の間で2つの大きく異なる立場からのゲームデザイン理解があり、論争的な状況が見られた。もとも文学研究の流れをくむ人文系研究者たちによるナラトロジー（物語論）の立場からの理解と、コンピュータ・ゲームのメディア特性に注目するルドロジー（ゲーム学/遊び学）の立場からの理解である。

## コンピュータゲームのデザイン
コンピュータゲームのデザインはデザイナーによって手法が異なるし、会社ごとに独自の手法や哲学がある。しかし、次の二つの手法は共通している。第一は、何らかのコンセプトや既存のゲームを出発点として、デザインを行い、ゲームを完成させる一連の過程である。第二はプロトタイピングである。

## デザイナー
ゲームデザインは個人で行う場合もあるが、チームで行う場合もある。ゲームデザイナーの背景は様々であり、新しいアイデアを生み出すだけでなく、技術的側面や製造的側面も理解していることが役立つ。デザイナーは様々な制約を勘案して決断を下す必要があるため、分析的な思考が重要である。例えば、市場の要求に応えるため既存のIPに基づいたデザインを要求されることもある。この場合、難しい制約がデザインに課せられることが多い。そのような制約を全て満足するようデザインするには、創造性と忍耐の挟間で悩まされることになる。
デザイナーとして有名になる人もいるが、最近ではそれも珍しくなった。会社によっては、ゲームを1人で代表するようなデザイナーよりもチームでのデザインを好む傾向がある。多くの場合、ゲームデザインの責任者が1人存在する。一部の著名なデザイナーはパッケージに名前を載せることで売り上げに貢献できる。